# مهرجان الصحافة الدولي

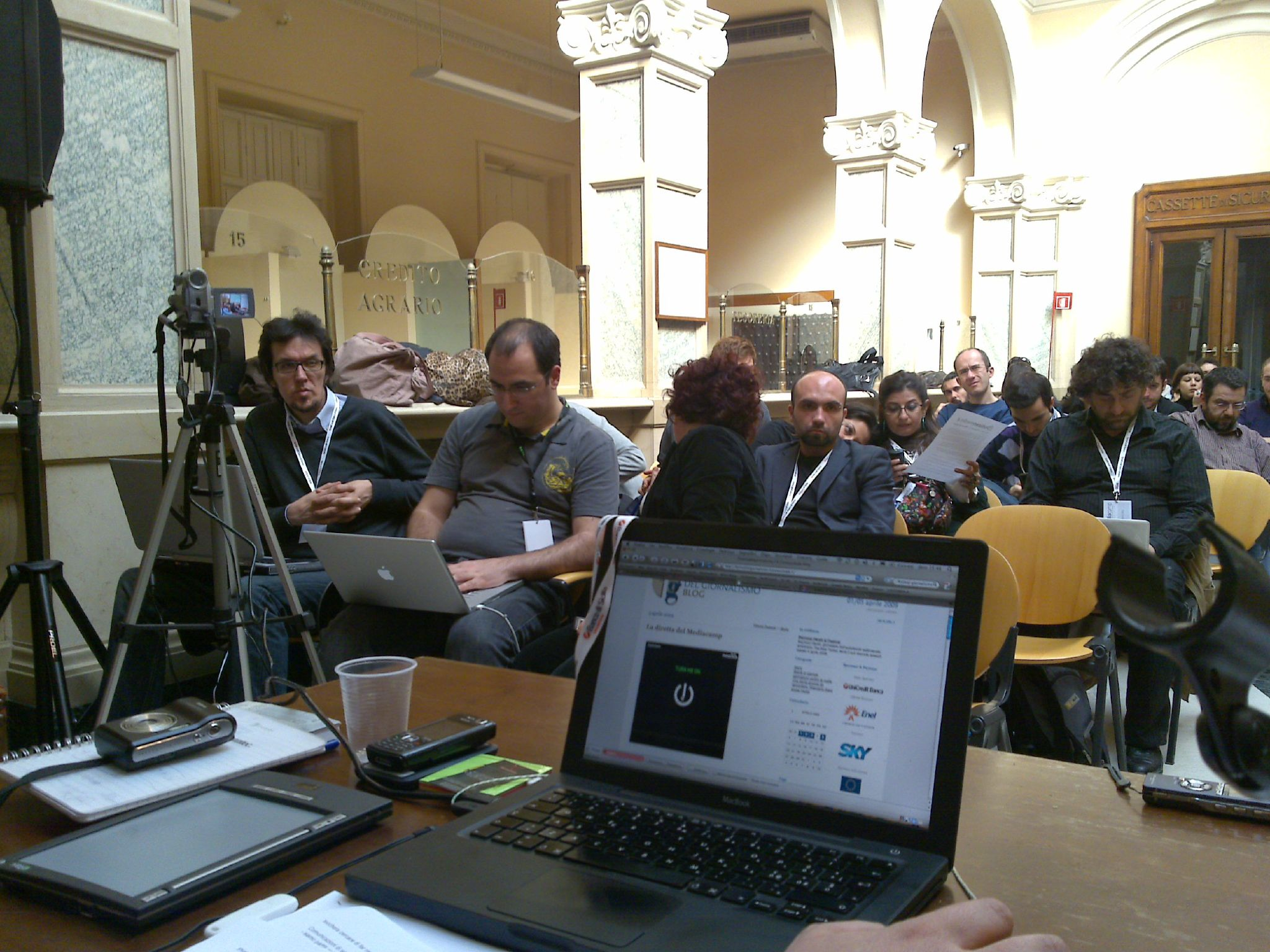
باركامب المعنية بوسائل الإعلام، 2009

مهرجان الصحافة الدولي عبارة عن حدث صحافي يُعقد سنويًا في بيروجيا في إيطاليا (في وسط إيطاليا، على بعد حوالي 100 ميل، أو 160 كم من شمال روما). وانعقد مهرجان 2011 في الفترة من 13-17 أبريل لعام 2011.
ويجذب مهرجان الصحافة الدولي الصحفيين والطلاب في مجال الصحافة، فضلًا عن الدارسين والوكالات الإعلامية، حيث تكفل لهم هذه الفعالية المتابعة المجانية لـ الخطابات والأفكار الرئيسية وورش العمل والندوات والنقاشات التي تتناول وسائل الإعلام داخل المجتمع.
ومنذ أن تأسس هذا المهرجان في عام 2007 على يد آريانا سيكوني، تم منح العديد من الجوائز لطلاب الصحافة والإعلاميين، ومن بين تلك الجوائز جائزة قصة لا تزال تُحكى (A Story Still to Tell Award) وجائزة الريبورتاج الدولية لبولا بيكوا (Paola Biocca International Reportage Award).
وفي عام 2012، خُصصت جائزة قصة لا تزال تُحكى (A Story Still to Tell Award) تكريمًا لذكرى ماورو روستاجنو. فقد كان أحد الصحفيين الذين قتلوا بالرصاص على يد مافيا صقلية عام 1988.
ومن بين المتحدثين الذين حضروا سابقًا هذا المهرجان سيمور هيرش وكارل بيرنشتاين وأليستر كامبل وستيفن دويغ وهانز جيرت بوترينغ وأوجينيو سكالفاري.

## وصلات خارجية
- (بالإنجليزية) (بالإيطالية) Official site